# Eunidia holofusca
Eunidia holofusca là một loài bọ cánh cứng trong họ Cerambycidae.